# Levkas
Nella tecnica iconografica bizantina e russa il levkas (russo Левка́с, dal greco λευκός, bianco) è il fondo bianco a base di alabastro o, più comunemente, gesso misto a colla di pelle di coniglio usato per rivestire la tavola di legno e sul quale viene depositato il colore.

## Bibliografia

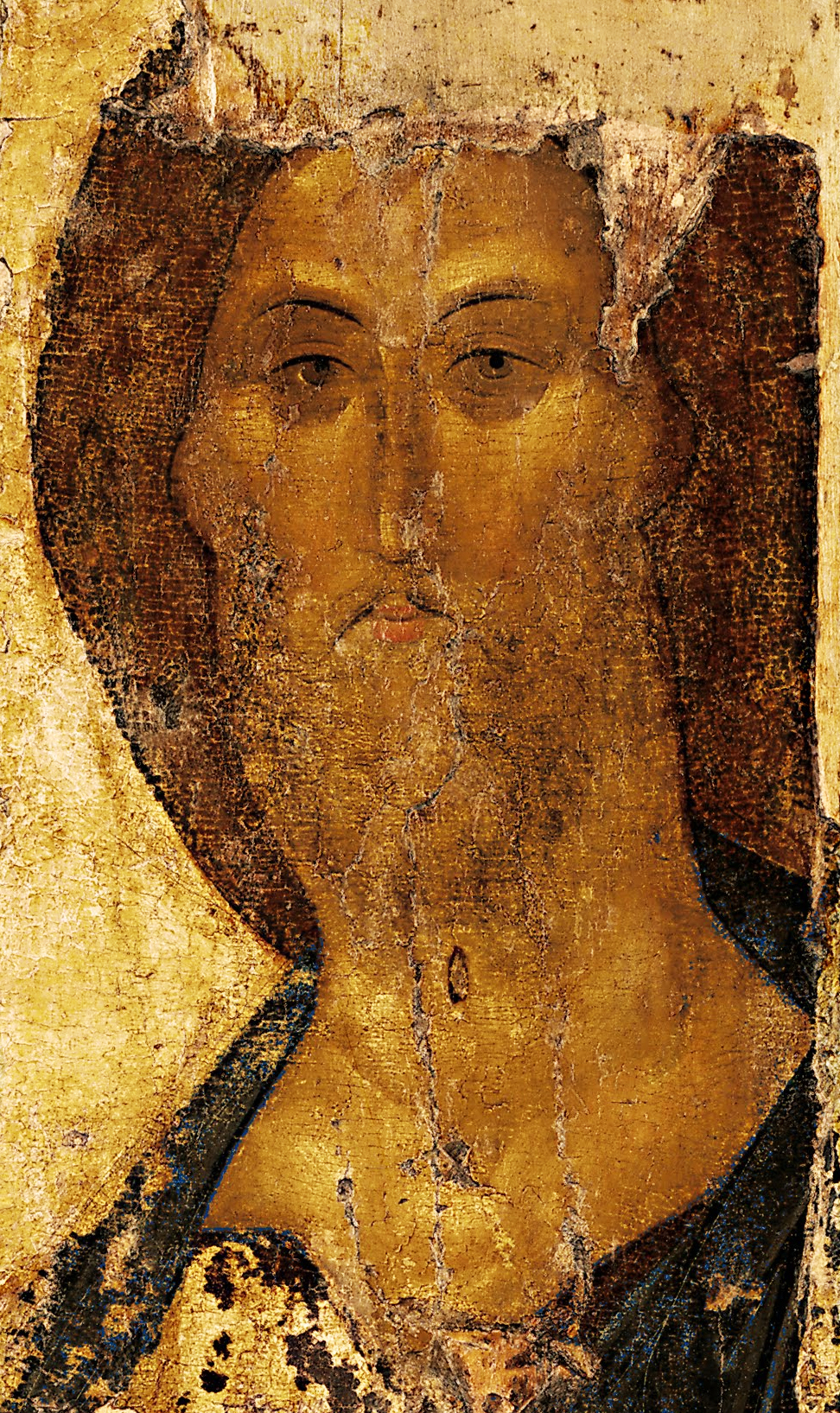
De Heiland, van Andrej Rublëv (ca 1410). Icona russa.
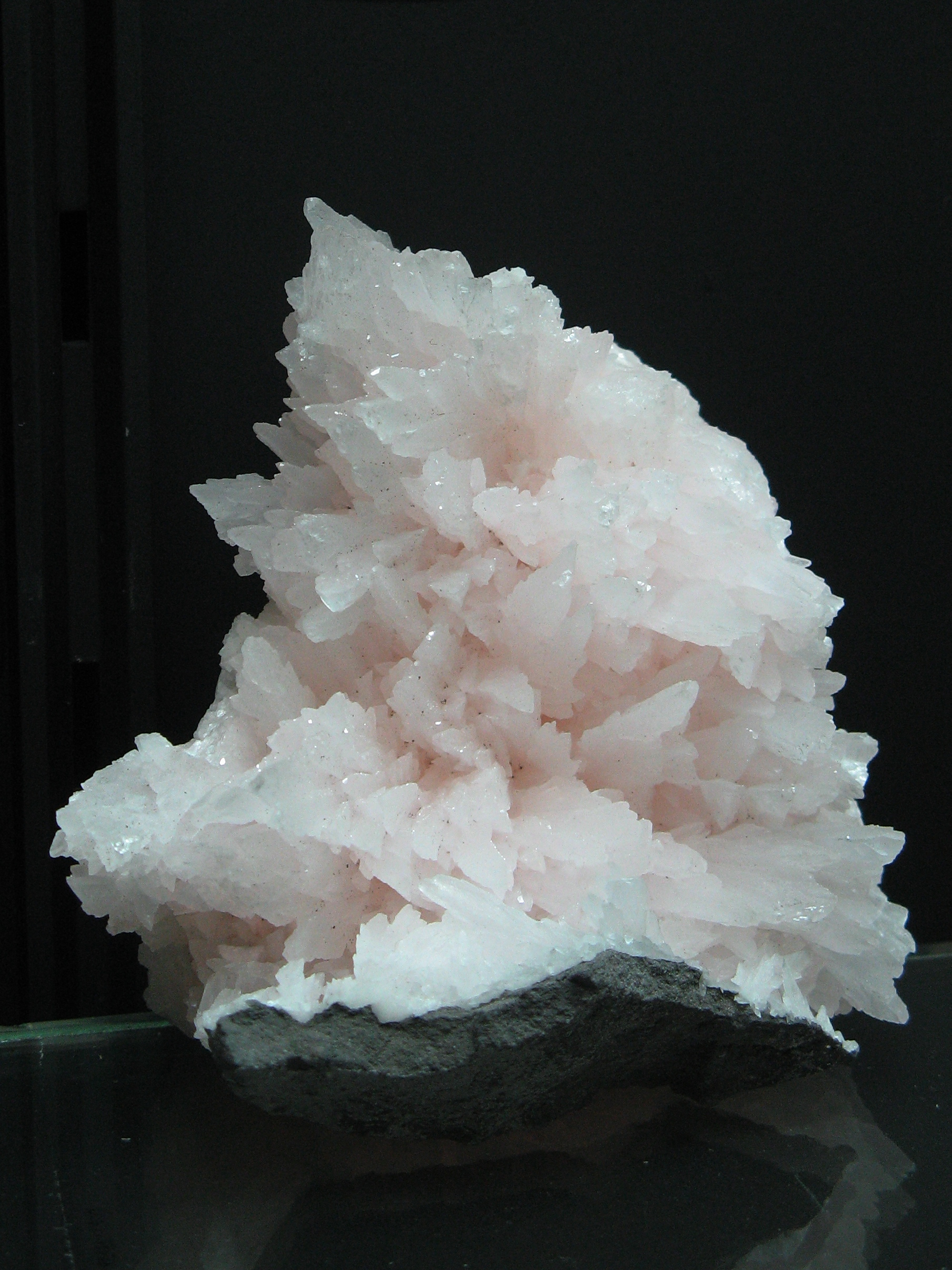
Calcite, un'importante materia prima per il levkas
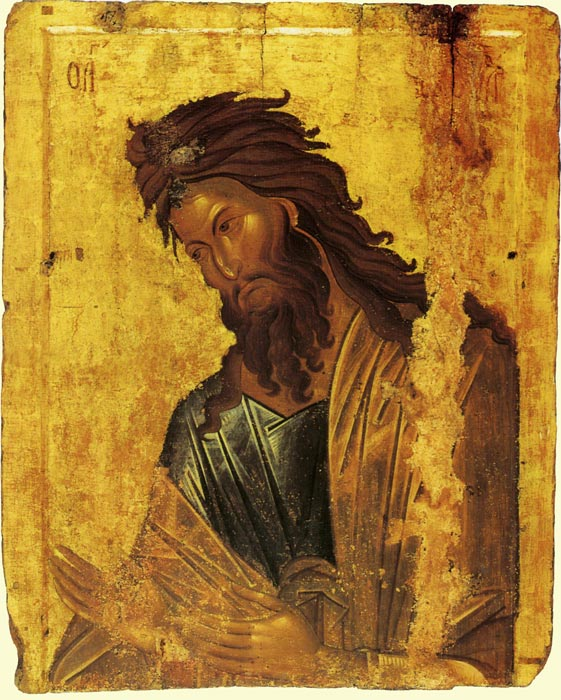
Johannes de Doper, 14de eeuw. Icona bizantina